# Amoral (banda)
Amoral es una banda de metal procedentes de Helsinki,
Finlandia fundada en 2000 por Varon, Karlsson, y Ots.Lanzan su primer demo en 2001, dos años más tarde firma contrato con la discográfica Spinefarm Records.

## Miembros

### Actuales
- Ari Koivunen - voces
- Ben Varon - guitarra
- Masi Hukari - guitarra
- Juhana Karlsson - batería
- Pekka Johansson - bajo

### Antiguos
- Silver Ots - guitarra
- Niko Kalliojärvi - voces
- Erkki Silvennoinen - bajo - guitarra
- Matti Pitkänen - voces
- Ville Sorvali - bajo - guitarra

## Lanzamientos
- Desolation demo (2001)
- Other Flesh demo (2002)
- Wound Creations (2004, Spikefarm Records)
- Decrowning (2005, Spikefarm Records)
- Reptile Ride (2007, Spikefarm Records)
- Show Your Colors (2009, Spinefarm Records)
- Beneath (2011, Imperial Cassette)
- Fallen Leaves & Dead Sparrows (2014)